# Tawara Toda
Tawara Toda är en hjälte i japansk mytologi. 
Tawara Toda räddade drakarnas konung från en enorm tusenfoting och belönades med en rad magiska föremål som till exempel en rissäck som fyllde på sig själv.